# Marcella Albani
Marcella Albani (nacida como Ida Fidalma Angela Maranca; 7 de diciembre de 1899-11 de mayo de 1959), fue una actriz y escritora italiana. Aunque olvidada en gran medida en la actualidad, Albani fue una ídola del cine europeo en la década de 1920, y apareció en 50 películas entre 1919 y 1936 en 5 países diferentes.

## Biografía
Ida Fidalma Angela Maranca nació el 7 de diciembre de 1899 (algunas fuentes hablan del 11 de diciembre de 1899), hija de Ezelino Maranca y Adele Maranca (de soltera Masini). Tenía una hermana, Ione Maranca.
Poco después de terminar sus estudios, fue descubierta por el actor, director y guionista Guido Parisch. Maranca adoptó el nombre artístico de Marcella Albani y debutó en el cine en L'amplesso della morte (1919), dirigida por Parisch. Parisch dirigiría la mayor parte de la filmografía de Albani.
En 1923, Albani y Parisch viajaron a Berlín, y Albani debutó en el cine alemán en Im Rausch der Leidenschaft (1923), que también produjo, seguida de Frauenschicksal (1923) con Carl Auen, y The Game of Love (1924). Albani se convirtió rápidamente en una actriz popular en Alemania, donde desarrolló su carrera durante los seis años siguientes.

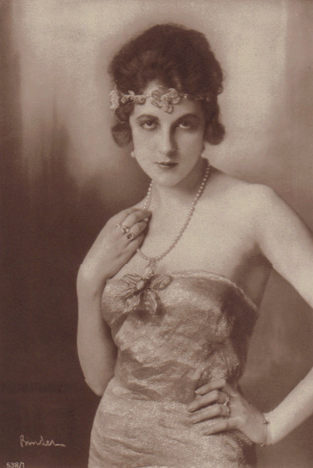
Albani c. 1922

Tuvo un papel secundario en Old Mamsell's Secret (1925), protagonizada por Frida Richard, y actuó junto a Mady Christians y Bruno Kastner en The Divorcée (1926), basada en la opereta Die geschiedene Frau.
En 1926, su asociación creativa con Parisch terminó, y empezó a trabajar con directores como Joe May, Friedrich Zelnik y Wilhelm Dieterle. Albani actuó con Paul Richter en Dagfin (1926), en la que interpretó a Lydia, y con Sandra Milovanoff y Werner Krauss en Make Up (1927). Entre 1927 y 1929, Albani estaba en la cima de su carrera, y su popularidad se extendió a Francia, Austria y Checoslovaquia.
Debutó en el cine francés con L'évadée (1929), y en Checoslovaquia protagonizó el drama Sin of a Beautiful Woman (1929), dirigido por Karel Lamač.
Tras el fin de la era muda, la carrera de Albani empezó a declinar, y regresó a Italia, donde protagonizó Before the Jury (1931). Se dedicó a la literatura y escribió varias novelas, una de las cuales, La città dell'amore (1934), fue adaptada al cine y Albani la protagonizó además de producirla. Su última aparición en la pantalla fue en el western Der Kaiser von Kalifornien (1936).
En 1931 se casó con el director Mario Franchini. Tras retirarse en 1936, vivió en la costa de Liguria. Albani murió de un tumor cerebral el 11 de mayo de 1959 en Wiesbaden, Alemania.

## Filmografía seleccionada
- Frauenschicksal (1922)
- Im Rausch der Leidenschaft (1923)
- Guillotine (1924)
- The Game of Love (1924)
- Old Mamsell's Secret (1925)
- Letters Which Never Reached Him (1925)
- The Circus of Life (1926)
- The Divorcée (1926)
- Circle of Lovers (1927)
- The Curse of Vererbung (1927)
- Behind the Altar (1927)
- The Lady in Black (1928)
- The Duty to Remain Silent (1928)
- Secrets of the Orient (1928)
- Prince or Clown (1928)
- Theater (1928)
- Struggle for the Matterhorn (1928)
- Masks (1929)
- Sin of a Beautiful Woman (1929)
- Call at Midnight (1929)
- Devotion (1929)
- Storm of Love (1929)
- Before the Jury (1931)
- Zaganella and the Cavalier (1932)
- Ritorno alla terra (1934)
- Stradivari (1935)
- Stradivarius (1935)
- Der Kaiser von Kalifornien (1936)